# Indice de Palma
L'indice de Palma ou ratio de Palma (en anglais Palma index) est une mesure statistique des inégalités de revenu au sein d'une population. Il est défini comme la division de l'ensemble des revenus des 10 % des personnes les plus riches par l’ensemble des revenus des 40 % les plus pauvres. En France, il était de 1,06 en 2017 (contre 1 en 1998), ce qui signifie que les 10 % les plus riches gagnent ensemble 1,06 fois le revenu des 40 % les plus pauvres. Au Québec, il était légèrement inférieur à 2 dans les années 2000 et 2010 (contre 2,3 et 2,5 sur l'ensemble du Canada).
L'indice est inventé en 2011 par l'économiste chilien Gabriel Palma. Par rapport au coefficient de Gini, il serait plus révélateur des écarts critiques entre plus riches et plus pauvres, mais également plus compréhensible. 